# Codonochlamys
Codonochlamys es un género con dos especies  perteneciente a la familia  Malvaceae. Es originario de Sudamérica. 
Fue descrito por Oskar Eberhard Ulbrich  y publicado en Notizblatt des Königlichen botanischen Gartens und Museums zu Berlin  6: 329 - 330, en el año 1915.
 La especie tipo es Codonochlamys tiliifolia Ulbr.